# Willdenowia Beihefte
Willdenowia Beihefte (abreviado Willdenowia, Beih.) fue una revista con ilustraciones y descripciones botánicas que fue editada en Berlín desde el año 1963 al 1977. Fue reemplazada por Englera.